# Pachythelia robusta
Pachythelia robusta is een vlinder uit de familie van de zakjesdragers (Psychidae). De soort is voor het eerst wetenschappelijk beschreven door Giorgio Krüger in een publicatie uit 1939.
De soort komt voor in Libië.